# Torre Leon Pancaldo
(Incisione sulla torre a lato mare di Gabriello Chiabrera)
La Torre Leon Pancaldo o Torre della Quarda, comunemente chiamata “Torretta”, è una costruzione medievale situata sul porto di Savona, in corrispondenza dell'ingresso della centrale Via Paleocapa, ed è considerata il simbolo della città.

## Storia

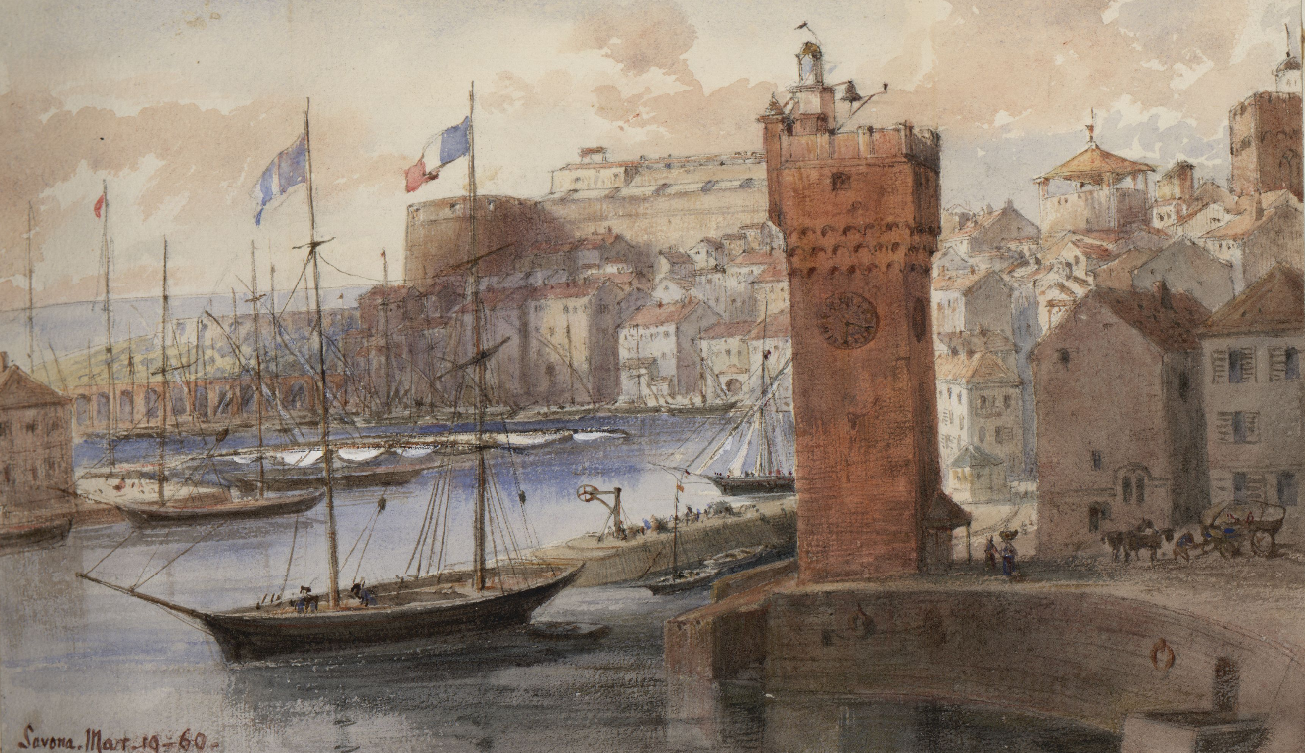
Torre Leon Pancaldo 1860

Anticamente chiamata Torre della Quarda, è citata per la prima volta in un documento del 1392 e faceva parte della cinta muraria a protezione della città, in una posizione strategica per la difesa sia dell'adiacente porta della Quarda sia del porto. Dopo la distruzione delle mura ad opera dei Genovesi nel 1527 la torre rimase isolata e nei secoli successivi subì una serie di rimaneggiamenti. In particolare il lato di ingresso, che un tempo doveva essere aperto e coperto da una volta a botte, fu murato e l'interno della torre fu diviso in vari piani.
La torre, come la piazza dove sorge, è oggi dedicata a Leon Pancaldo, navigatore savonese che accompagnò Ferdinando Magellano durante la sua circumnavigazione intorno al mondo.

## La torre
L'edificio ha una pianta quadrata di circa sei metri di lato ed è alta circa ventitré metri. La base è leggermente scarpata su tre lati, mentre il lato nord-ovest, dove si trova l'ingresso dell'edificio è rettilineo. A circa due terzi della sua altezza si trova una cornice composta da tre livelli di archetti gotici sporgenti uno sull'altro, interrotta in corrispondenza del lato nord-ovest. Sulla sommità si trova una merlatura di coronamento, con i merli disposti a gruppi di tre, risalente probabilmente al XVIII secolo.
Sul lato verso mare si trova un affresco raffigurante lo stemma della Repubblica di Genova, dipinto nel XVIII secolo. Nello stesso periodo fu realizzata sulla sommità del medesimo lato una edicola dove fu collocata una statua della Nostra Signora della Misericordia realizzata dallo scultore Filippo Parodi nel 1662. Una seconda statua della Madonna è collocata in una nicchia sul lato nord-ovest, sopra al porticato di ingresso alla torre. Nel XX secolo, la Torretta è stata sede dei piloti del porto di Savona. A partire dagli anni '90, l'edificio è sede del Gruppo ANMI "Vanni Folco" di Savona, e la sala al piano terra è costellata di cimeli della Marina Militare.